# Atticora
Atticora és un dels gèneres d'ocells, de la família dels hirundínids (Hirundinidae). Fan 14-15 cm de llargària i tenen llargues cues, profundament bifurcades. Fan el niu amb herba seca i plomes en forats excavats a la vora d'un riu o esquerdes entre les roques per sobre d'ell.
El nom combina el grec antic Atthi que significa "Ateneu" i kora que significa "donzella".

## Taxonomia
Segons la classificació del Congrés Ornitològic Internacional (versió 13.2, 2023), aquest gènere conté tres espècies:
- Atticora fasciata - oreneta enfaixada.[6]
- Atticora pileata - oreneta capnegra
- Atticora tibialis - oreneta camablanca[7]

Anteriorment també s'incloïa dins d'aquest gènere l'oreneta de collar negre (Atticora melanoleuca). Però aquesta fou traslladada al ressuscitat gènere Pygochelidon en base a un estudi filogenètic publicat el 2005.